# 北京連合大学
北京連合大学 （ペキンれんごうだいがく、中文表記: 北京联合大学、英文表記: Beijing Union University, BUU）は、1985年1月に中華人民共和国教育部によって承認された北京の総合大学である。北京大学、清華大学、中国人民大学など及び北京の主要大学を母体として統合された。CDIO工程教育連盟の成員校であり、国家級大学生企業訓練計画が実装された北京最大の大学の1つである。